# Jałowiec (Pasmo Jałowieckie)

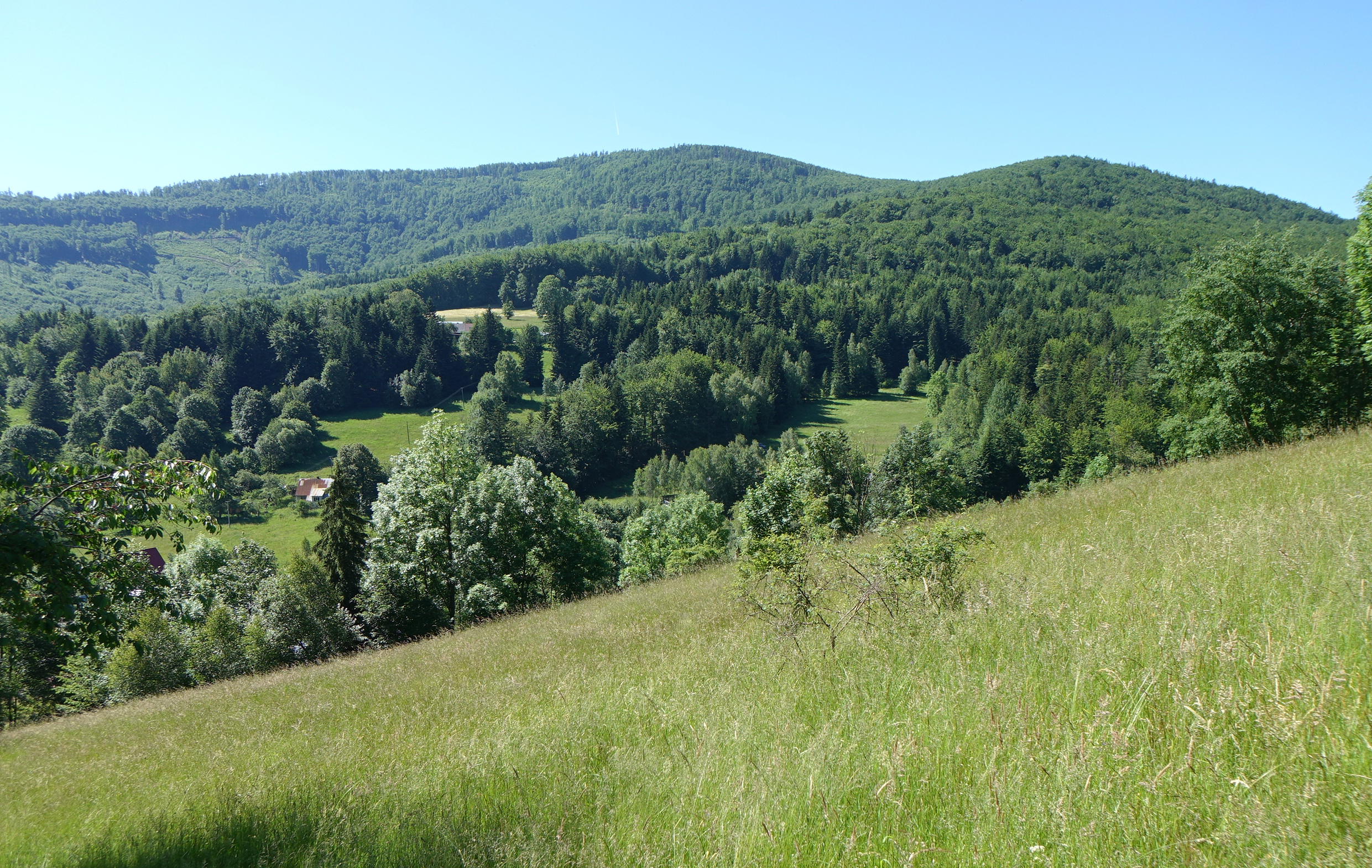
Widok na Jałowiec ze zboczy Opuśniaka

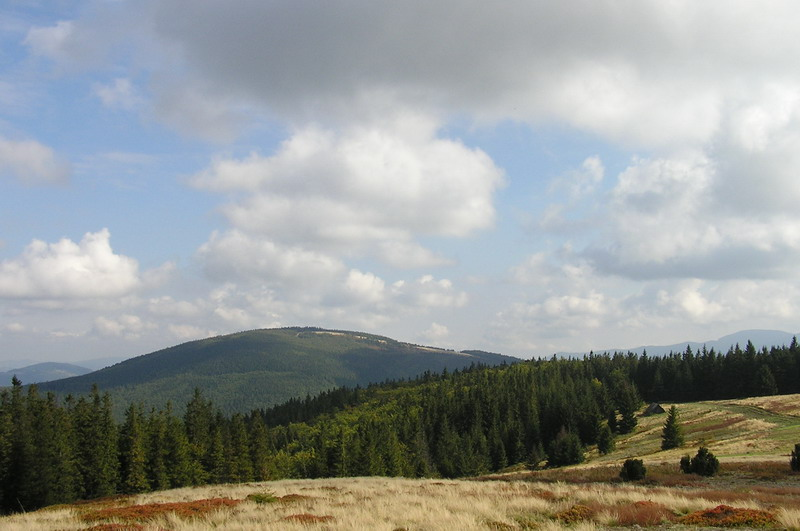
Widok z Lachów Gronia na Jałowiec

Jałowiec (1111 m n.p.m.) – szczyt Pasma Jałowieckiego, które w regionalizacji fizycznogeograficznej Polski według Jerzego Kondrackiego zaliczane jest do Beskidu Makowskiego, w nowszej regionalizacji z 2018 roku do Beskidu Żywiecko-Orawskiego, a w najszerszym ujęciu do Beskidu Żywieckiego. W kwestii wysokości od lat panuje nieporozumienie. Geodeci umieścili punkt pomiarowy nieco poniżej szczytu, na wysokości 1110,9 m, w związku z tym wszystkie źródła zgodnie podają wysokość 1111 m (zob. np.). Na dokładnej mapie poziomicowej widać jednak, że szczyt leży powyżej poziomicy 1112,5 m.

## Topografia
Jałowiec jest najwyższym szczytem Pasma Jałowieckiego. Znajduje się pomiędzy Czerniawą Suchą (1062 m), od której oddziela go Przełęcz Trzebuńska (982 m), a Kolędówką (884 m), od której oddziela go płytka przełęcz Opaczne (879 m). Jest zwornikiem. Na szczycie Jałowca grzbiet Pasma Jałowieckiego rozgałęzia się na dwa grzbiety obejmujące dolinę Stryszawki. Orograficznie prawy, główny grzbiet pasma biegnie przez przełęcz Opaczne, Kolędówkę (883 m), Kiczorę (905 m), przełęcz Przysłop (661 m) i Magurkę (872 m) do doliny Skawy. Lewy, krótszy grzbiet (Pasmo Solnisk) biegnie przez przełęcz Cichą (775 m), Kobylą Głowę (841 m), Opuśniak (819 m) i inne wierzchołki po ujście Lachówki do Stryszawki.
Jałowiec wznosi się nad dolinami trzech rzek; od południowo-wschodniej strony jest to dolina Skawicy, od północno-zachodniej dolina Koszarawy, od północnej dolina Stryszawki. W stoki Jałowca wcinają się doliny pięciu potoków: źródłowy potok Koszarawy, potok Roztoki uchodzący do Stryszawki oraz potoki Opaczny i Korycina uchodzące do Skawicy. Na szczycie Jałowca spotykają się granice trzech miejscowości: Koszarawy w województwie śląskim oraz Stryszawy i Zawoi, obydwu w powiecie suskim, w województwie małopolskim.

## Opis masywu Jałowca
Według dawnego Przewodnika po Beskidach Zachodnich K. Sosnowskiego
Jest najwyższym w paśmie Przedbabiogórskim wierchem. Od siedzib ludzkich znacznie oddalony, (...) jest miłą górą, ale głuchą i mało zwiedzaną; na szczytowej hali stoi znak mierniczy, a otacza ją półkolem skarlały las bukowy. Jałowcowych krzewów mało tu zoczymy, (...), lecz spostrzegamy na wys. 1100 m dwa łany rosłej kosodrzewiny w otoczeniu przerastającej je świerczyny, co z punktu widzenia przyrodniczego jest zjawiskiem interesującym. Szczyt Jałowca po suskiej stronie już zalesiony, kąpie się we wszelakich tonach zieleni, jest pusty i odludny, a przez to pociągający; na płd. jego stoku rozpościera się druga wielka, spadzista hala Trzebuńska, także, jak i szczytowa bez szałasów.
Stan aktualny
Obecnie Jałowiec jest niemal całkowicie porośnięty lasem. Na jego stokach znajdują się jeszcze dwie duże polany: podwierzchołkowa Hala Trzebuńska – położona pod przełęczą Opaczne polana, na której znajduje się należące do Zawoi osiedle Opaczne ze zlikwidowanym schroniskiem Opaczne i niewielka i zarastająca Polana Krawcowa nad przełęczą Cichą. Dawniej polan było więcej i były większe. Najbardziej widokowa jest Hala Trzebuńska, nazywana też Halą Kubulkową. Stanowi punkt widokowy, z którego można przy dobrej widoczności obejrzeć panoramę Beskidu Śląskiego (Barania Góra, Skrzyczne), Kotliny Żywieckiej, Beskidu Żywieckiego – z Pilskiem i Babią Górą w całej okazałości (od przełęczy Krowiarki aż po Jałowiecką), a przy bardzo dobrej – szczyty Małej Fatry.
Na wierzchołku Jałowca znajdują się ławki dla turystów i duża fotografia panoramy widocznej z Jałowca z opisanymi wszystkimi szczytami.

## Historia
W czasie II wojny światowej szczytem Jałowca przebiegała granica pomiędzy Generalnym Gubernatorstwem a III Rzeszą. Wieś Stryszawa znajdowała się w Rzeszy, a Zawoja w GG. Ślady jednej ze strażnic widoczne są na szczycie Jałowca. Idąc szlakiem niebieskim w kierunku Lachowic na przełęczy Cichej możemy jeszcze odnaleźć pozostałości fundamentów większej placówki Grenzschutzu – niemieckiej straży granicznej.
Na szczycie znajduje się drewniany krzyż upamiętniający pobyt w tym miejscu kardynałów: Wyszyńskiego i Karola Wojtyły, późniejszego papieża Jana Pawła II, postawiony przez mieszkańców Stryszawy w 2000 roku.

## Szlaki turystyczne
Lachowice – Jałowiec – Zawoja
 przełęcz Przysłop – Kiczora – Arcygłówka – Solniska – Kolędówki – Kolędówka – Babiarzówka – Opaczne – Jałowiec – Czerniawa Sucha – Lachów Groń – Koszarawa. Czas przejścia 6 h, ↓ 6:05 h.
Przez szczyt Jałowca oraz przełęcze Opaczne i Kolędówki prowadzi wytyczona przez Nadleśnictwo Sucha ścieżka dydaktyczna o nazwie „Leśna ścieżka przyrodnicza im. Kardynała Stefana Wyszyńskiego”. Ścieżka ma formę otwartej pętli, której początek i koniec znajdują się w dolinie Stryszawki.